# 圣玛丽德尚
圣玛丽德尚（法語：Sainte-Marie-des-Champs，法語發音：[sɛ̃t maʁi de ʃɑ̃]）是法国滨海塞纳省的一个市镇，属于鲁昂区。

## 地名
缩合冠词“des”发音为[de]，在《法汉译音表》中对应“代”字，但其仅在“圣莫代福塞”（Saint-Maur-des-Fossés）等少数地名中译作“代”，《世界地名翻译大辞典》、《世界地名译名词典》和《法国地图册》等主流地名译名类书籍资料中多译作“德”。

## 地理
圣玛丽德尚（49°37'25"N, 0°46'44"E）面积4.11 平方千米，位于法国诺曼底大区滨海塞纳省，该省份为法国北部沿海省份，其西部及北部濒大西洋英吉利海峡，东起顺时针与索姆省、瓦兹省、厄尔省和卡爾瓦多斯省接壤。
与圣玛丽德尚接壤的市镇（或旧市镇、城区）包括：邦勒孔特、埃卡勒阿利克斯、伊沃托。
圣玛丽德尚的时区为UTC+01:00、UTC+02:00（夏令时）。

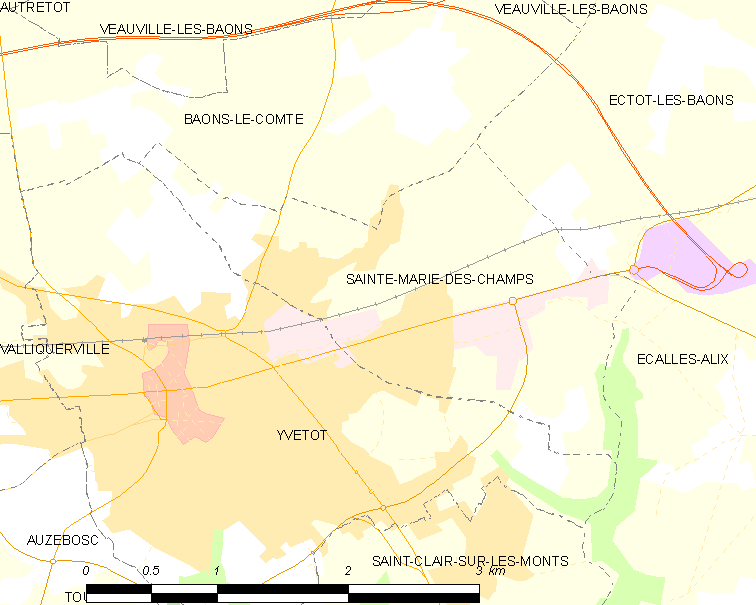
圣玛丽德尚的OSM定位图

## 行政
圣玛丽德尚的邮政编码为76190，INSEE市镇编码为76610。

## 政治
圣玛丽德尚所属的省级选区为伊沃托县。

## 人口

1962-2008年间圣玛丽德尚人口变化图示

圣玛丽德尚于2022年1月1日时的人口数量为1583人。